# Sing for You (brano musicale)
Sing for You è un brano musicale del gruppo musicale EXO, pubblicato il 10 dicembre 2015 come seconda traccia del quarto EP Sing for You.

## Classifiche
| Classifica (2015) | Posizione massima |
| ----------------- | ----------------- |
| Corea del Sud     | 3                 |